# Bellwood (Nebraska)
Bellwood es una villa ubicada en el condado de Butler en el estado estadounidense de Nebraska. En el Censo de 2010 tenía una población de 435 habitantes y una densidad poblacional de 705,69 personas por km².

## Geografía
Bellwood se encuentra ubicada en las coordenadas 41°20′31″N 97°14′24″O / 41.34194, -97.24000. Según la Oficina del Censo de los Estados Unidos, Bellwood tiene una superficie total de 0.62 km², de la cual 0.62 km² corresponden a tierra firme.

## Demografía
Según el censo de 2010, había 435 personas residiendo en Bellwood. La densidad de población era de 705,69 hab./km². De los 435 habitantes, Bellwood estaba compuesto por el 99.08% blancos, el 0.23% eran asiáticos y el 0.69% pertenecían a dos o más razas. Del total de la población el 0.69% eran hispanos o latinos de cualquier raza.